# العلاقات السويدية الميانمارية
العلاقات السويدية الميانمارية هي العلاقات الثنائية التي تجمع بين السويد وميانمار.

## مقارنة بين البلدين
هذه مقارنة عامة ومرجعية للدولتين:
| وجه المقارنة                                              | السويد                                                                               | ميانمار          |
| --------------------------------------------------------- | ------------------------------------------------------------------------------------ | ---------------- |
| المساحة (كم2)                                             | 450.30 ألف                                                                           | 676.58 ألف       |
| عدد السكان (نسمة)                                         | 10.16 مليون                                                                          | 53.37 مليون      |
| الكثافة السكانية (ن./كم²)                                 | 22.56                                                                                | 78.88            |
| العاصمة                                                   | ستوكهولم                                                                             | نايبيداو، يانغون |
| اللغة الرسمية                                             | اللغة السويدية، لغات السامي، اللغة الفنلندية، منكيلي، اللغة الرومنية، اللغة اليديشية | اللغة البورمية   |
| العملة                                                    | كرونة سويدية                                                                         | كيات ميانماري    |
| الناتج المحلي الإجمالي (بليون دولار)                      | 538.04 مليار                                                                         | 69.32 مليار      |
| الناتج المحلي الإجمالي (تعادل القوة الشرائية) بليون دولار | 469.01 مليار                                                                         | 282.95 مليار     |
| الناتج المحلي الإجمالي الاسمي للفرد دولار أمريكي          | 50.58 ألف                                                                            | 1.16 ألف         |
| الناتج المحلي الإجمالي للفرد دولار أمريكي                 | 45.30 ألف                                                                            |                  |
| مؤشر التنمية البشرية                                      | 0.907                                                                                | 0.536            |
| رمز المكالمات الدولي                                      | +46                                                                                  | +95              |
| رمز الإنترنت                                              | .se                                                                                  | .mm              |
| المنطقة الزمنية                                           | توقيت وسط أوروبا، ت ع م+01:00، ت ع م+02:00، أوروبا/ستوكهولم ‏                         | ت ع م+06:30      |

## منظمات دولية مشتركة
يشترك البلدان في عضوية مجموعة من المنظمات الدولية، منها:
| علم المنظمة | اسم المنظمة                        | تاريخ انضمام السويد | تاريخ انضمام ميانمار |
| ----------- | ---------------------------------- | ------------------- | -------------------- |
|             | مؤسسة التنمية الدولية              | 24 سبتمبر 1960      | 5 نوفمبر 1962        |
|             | المنظمة الهيدروغرافية الدولية      | ?                   | ?                    |
|             | مؤسسة التمويل الدولية              | 20 يوليو 1956       | 3 ديسمبر 1956        |
|             | منظمة حظر الأسلحة الكيميائية       | ?                   | ?                    |
|             | يونسكو                             | 23 يناير 1950       | 27 يونيو 1949        |
|             | الأمم المتحدة                      | 19 نوفمبر 1946      | 19 أبريل 1948        |
|             | الاتحاد الدولي للاتصالات           | 1866                | 15 سبتمبر 1937       |
|             | منظمة الشرطة الجنائية الدولية      | ?                   | ?                    |
|             | البنك الدولي للإنشاء والتعمير      | 31 أغسطس 1951       | 3 يناير 1952         |
|             | الاتحاد البريدي العالمي            | ?                   | ?                    |
|             | وكالة ضمان الاستثمار متعدد الأطراف | 12 أبريل 1988       | 16 ديسمبر 2013       |
|             | بنك التنمية الآسيوي                | 1966                | 1973                 |
|             | منظمة التجارة العالمية             | 1995                | ?                    |

## وصلات خارجية
- موقع وزارة الخارجية السويدية
- موقع وزارة الخارجية الميانمارية